# Remigia conveniens
Remigia conveniens là một loài bướm đêm trong họ Erebidae.